# Mario Vušković
Mario Vušković (Spalato, 16 novembre 2001) è un calciatore croato, difensore svincolato.

## Biografia
Nato a Spalato, anche suo fratello Luka, suo padre Daniel, suo nonno Mario e il suo bisnonno Marko hanno indossato la maglia dell'Hajduk da calciatori.

## Caratteristiche tecniche
Difensore centrale di grande personalità, forte nei duelli fisici ma anche abile nella costruzione del gioco. Sinistro naturale dalle ottime doti tecniche che gli consentono di battere i calci piazzati e di essere confidente con ambedue i piedi. Non molto veloce, nel gioco esalta la "cattiveria agonistica".
Considerato uno dei talenti più promettenti nel suo ruolo, nel 2018 è stato inserito nella lista dei migliori sessanta calciatori nati nel 2001 stilata dal The Guardian.

## Carriera

### Club

#### Hajduk Spalato
Cresciuto nell'accademia dell'Hajduk Spalato ha esordito in prima squadra il 18 agosto 2019 subentrando al posto di Ardian Ismajli nella partita casalinga di campionato vinta 3-0 contro il HNK Gorica. Il 16 dicembre firma il suo primo contratto professionistico che lo lega al club spalatino fino all'estate del 2024. Sempre contro i goriziani il 12 maggio 2021 al Poljud segna da 25 metri su punizione la rete del 1-0.

#### Amburgo
Il 31 agosto 2021 si accasa in prestito biennale con diritto di riscatto tra le file dell'Amburgo, squadra militante in 2.Bundesliga. Il 18 settembre, subentrando al posto di David Kinsombi, fa il suo debutto con i Dinasaurier in occasione della trasferta di campionato terminata 0-2 in casa del Werder Brema. Il 15 marzo 2022 viene riscattato dalla squadra tedesca con la quale firma un contratto valido fino all'estate del 2025.
Il 12 novembre 2022 Vušković risultò positivo ad un test anti doping, finendo così sotto investigazione da parte della DFB. Il 30 marzo 2023 fu quindi qualificato per 2 anni a causa della su apositività all'Eritropoietina. Il calciatore e la sua squadra fecero quindi appello contro la squalifica, a causa di varie irregolarità che dal loro punto di vista ci furono durante le investigazioni, stessa cosa fece però la Nationale Anti Doping Agentur (NADA), puntando ad allungare la squalifica di 2 ulteriori anni, portando il totale a 4. La squalifica sarebbe dovuta retroattivamente partire il 15 novembre 2022 ed arrivare fino al 14 novembre 2024
Nell'agosto 2024 il CAS estese la squalifica fino al 15 novembre 2026, portandola quindi alla durata di 4 anni.

### Nazionale
Il 12 novembre 2020 esordisce con la Croazia Under-21 nella partita pareggiato 2-2 contro la rappresentativa scozzese.
L'8 ottobre 2021 nel successo interno contro la Norvegia (3-2) sigla la sua prima rete con la casacca dei Mali Vatreni. Ritrova la via del gol l'8 giugno 2022 nell'incontro in esterna vinto contro l'Estonia (0-4).

## Statistiche

### Presenze e reti nei club
Statistiche aggiornate al 7 novembre 2024.
| Stagione                 | Squadra                  | Campionato               | Campionato | Campionato | Coppe nazionali | Coppe nazionali | Coppe nazionali | Coppe continentali | Coppe continentali | Coppe continentali | Altre coppe | Altre coppe | Altre coppe | Totale | Totale | Totale |
| Stagione                 | Squadra                  | Comp                     | Pres       | Reti       | Comp            | Pres            | Reti            | Comp               | Pres               | Reti               | Comp        | Pres        | Reti        | Pres   | Reti   |        |
| ------------------------ | ------------------------ | ------------------------ | ---------- | ---------- | --------------- | --------------- | --------------- | ------------------ | ------------------ | ------------------ | ----------- | ----------- | ----------- | ------ | ------ | ------ |
| 2018-2019                | Hajduk Spalato II        | 2.HNL                    | 18         | 1          | -               | -               | -               | -                  | -                  | -                  | -           | -           | -           | 18     | 1      |        |
| 2019-2020                | Hajduk Spalato II        | 2.HNL                    | 1          | 0          | -               | -               | -               | -                  | -                  | -                  | -           | -           | -           | 1      | 0      |        |
| Totale Hajduk Spalato II | Totale Hajduk Spalato II | Totale Hajduk Spalato II | 19         | 1          |                 | -               | -               |                    | -                  | -                  |             | -           | -           | 19     | 1      |        |
| 2019-2020                | Hajduk Spalato           | 1.HNL                    | 10         | 1          | CC              | 1               | 0               | UEL                | 0                  | 0                  | -           | -           | -           | 11     | 1      |        |
| 2020-2021                | Hajduk Spalato           | 1.HNL                    | 29         | 2          | CC              | 2               | 0               | UEL                | 2                  | 0                  | -           | -           | -           | 33     | 2      |        |
| lug.-set. 2021           | Hajduk Spalato           | 1.HNL                    | 3          | 0          | CC              | 0               | 0               | UEL                | 1                  | 0                  | -           | -           | -           | 4      | 0      |        |
| Totale Hajduk Spalato    | Totale Hajduk Spalato    | Totale Hajduk Spalato    | 42         | 3          |                 | 3               | 0               |                    | 3                  | 0                  |             | -           | -           | 48     | 3      |        |
| set. 2021-2022           | Amburgo                  | 2L                       | 24+2       | 1+0        | CG              | 3               | 0               | -                  | -                  | -                  | -           | -           | -           | 29     | 1      |        |
| 2022-2023                | Amburgo                  | 2L                       | 16         | 2          | CG              | 2               | 0               | -                  | -                  | -                  | -           | -           | -           | 18     | 2      |        |
| Totale Amburgo           | Totale Amburgo           | Totale Amburgo           | 40+2       | 3          |                 | 5               | 0               |                    | -                  | -                  |             | -           | -           | 47     | 3      |        |
| Totale carriera          | Totale carriera          | Totale carriera          | 103        | 7          |                 | 8               | 0               |                    | 3                  | 0                  |             | -           | -           | 114    | 7      |        |

### Cronologia presenze e reti in nazionale
| Cronologia completa delle presenze e delle reti in nazionale ― Croazia under 21 | Cronologia completa delle presenze e delle reti in nazionale ― Croazia under 21 | Cronologia completa delle presenze e delle reti in nazionale ― Croazia under 21 | Cronologia completa delle presenze e delle reti in nazionale ― Croazia under 21 | Cronologia completa delle presenze e delle reti in nazionale ― Croazia under 21 | Cronologia completa delle presenze e delle reti in nazionale ― Croazia under 21 | Cronologia completa delle presenze e delle reti in nazionale ― Croazia under 21 | Cronologia completa delle presenze e delle reti in nazionale ― Croazia under 21 |
| Data                                                                            | Città                                                                           | In casa                                                                         | Risultato                                                                       | Ospiti                                                                          | Competizione                                                                    | Reti                                                                            | Note                                                                            |
| ------------------------------------------------------------------------------- | ------------------------------------------------------------------------------- | ------------------------------------------------------------------------------- | ------------------------------------------------------------------------------- | ------------------------------------------------------------------------------- | ------------------------------------------------------------------------------- | ------------------------------------------------------------------------------- | ------------------------------------------------------------------------------- |
| 12-11-2020                                                                      | Edimburgo                                                                       | Scozia under 21                                                                 | 2 – 2                                                                           | Croazia under 21                                                                | Qual. Europeo Under-21 2021                                                     | -                                                                               |                                                                                 |
| 17-11-2020                                                                      | Pola                                                                            | Croazia under 21                                                                | 7 – 0                                                                           | Lituania under 21                                                               | Qual. Europeo Under-21 2021                                                     | -                                                                               |                                                                                 |
| 25-3-2021                                                                       | Capodistria                                                                     | Portogallo under 21                                                             | 1 – 0                                                                           | Croazia under 21                                                                | Europeo Under-21 2021 - 1º turno                                                | -                                                                               |                                                                                 |
| 28-3-2021                                                                       | Capodistria                                                                     | Croazia under 21                                                                | 3 – 2                                                                           | Svizzera under 21                                                               | Europeo Under-21 2021 - 1º turno                                                | -                                                                               | 25’                                                                             |
| 31-3-2021                                                                       | Capodistria                                                                     | Croazia under 21                                                                | 1 – 2                                                                           | Inghilterra under 21                                                            | Europeo Under-21 2021 - 1º turno                                                | -                                                                               |                                                                                 |
| 31-5-2021                                                                       | Maribor                                                                         | Spagna under 21                                                                 | 2 – 1 dts                                                                       | Croazia under 21                                                                | Europeo Under-21 2021 - Quarti di finale                                        | -                                                                               |                                                                                 |
| 8-10-2021                                                                       | Varaždin                                                                        | Croazia under 21                                                                | 3 – 2                                                                           | Norvegia under 21                                                               | Qual. Europeo Under-21 2023                                                     | 1                                                                               | 71’                                                                             |
| 11-11-2021                                                                      | Pola                                                                            | Croazia under 21                                                                | 2 – 0                                                                           | Estonia under 21                                                                | Qual. Europeo Under-21 2021                                                     | -                                                                               |                                                                                 |
| 16-11-2021                                                                      | Ried im Innkreis                                                                | Austria under 21                                                                | 1 – 3                                                                           | Croazia under 21                                                                | Qual. Europeo Under-21 2023                                                     | -                                                                               |                                                                                 |
| 25-3-2022                                                                       | Varaždin                                                                        | Croazia under 21                                                                | 0 – 0                                                                           | Austria under 21                                                                | Qual. Europeo Under-21 2023                                                     | -                                                                               |                                                                                 |
| 29-3-2022                                                                       | Varaždin                                                                        | Croazia under 21                                                                | 2 – 3                                                                           | Finlandia under 21                                                              | Qual. Europeo Under-21 2023                                                     | -                                                                               |                                                                                 |
| 3-6-2022                                                                        | Drammen                                                                         | Norvegia under 21                                                               | 3 – 2                                                                           | Croazia under 21                                                                | Qual. Europeo Under-21 2023                                                     | -                                                                               |                                                                                 |
| 8-6-2022                                                                        | Pärnu                                                                           | Estonia under 21                                                                | 0 – 4                                                                           | Croazia under 21                                                                | Qual. Europeo Under-21 2023                                                     | 1                                                                               |                                                                                 |
| 23-9-2022                                                                       | Pola                                                                            | Croazia under 21                                                                | 2 – 1                                                                           | Danimarca under 21                                                              | Qual. Europeo Under-21 2023                                                     | -                                                                               |                                                                                 |
| 27-9-2022                                                                       | Vejle                                                                           | Danimarca under 21                                                              | 2 – 1 (4-5 dtr)                                                                 | Croazia under 21                                                                | Qual. Europeo Under-21 2023                                                     | -                                                                               |                                                                                 |
| Totale                                                                          |                                                                                 | Presenze                                                                        | 15                                                                              |                                                                                 | Reti                                                                            | 2                                                                               |                                                                                 |

| Cronologia completa delle presenze e delle reti in nazionale ― Croazia under 20 | Cronologia completa delle presenze e delle reti in nazionale ― Croazia under 20 | Cronologia completa delle presenze e delle reti in nazionale ― Croazia under 20 | Cronologia completa delle presenze e delle reti in nazionale ― Croazia under 20 | Cronologia completa delle presenze e delle reti in nazionale ― Croazia under 20 | Cronologia completa delle presenze e delle reti in nazionale ― Croazia under 20 | Cronologia completa delle presenze e delle reti in nazionale ― Croazia under 20 | Cronologia completa delle presenze e delle reti in nazionale ― Croazia under 20 |
| Data                                                                            | Città                                                                           | In casa                                                                         | Risultato                                                                       | Ospiti                                                                          | Competizione                                                                    | Reti                                                                            | Note                                                                            |
| ------------------------------------------------------------------------------- | ------------------------------------------------------------------------------- | ------------------------------------------------------------------------------- | ------------------------------------------------------------------------------- | ------------------------------------------------------------------------------- | ------------------------------------------------------------------------------- | ------------------------------------------------------------------------------- | ------------------------------------------------------------------------------- |
| 16-11-2019                                                                      | Elbasan                                                                         | Albania under 20                                                                | 0 – 1                                                                           | Croazia under 20                                                                | Amichevole                                                                      | -                                                                               | 32’                                                                             |
| Totale                                                                          |                                                                                 | Presenze                                                                        | 1                                                                               |                                                                                 | Reti                                                                            | 0                                                                               |                                                                                 |

| Cronologia completa delle presenze e delle reti in nazionale ― Croazia under 19 | Cronologia completa delle presenze e delle reti in nazionale ― Croazia under 19 | Cronologia completa delle presenze e delle reti in nazionale ― Croazia under 19 | Cronologia completa delle presenze e delle reti in nazionale ― Croazia under 19 | Cronologia completa delle presenze e delle reti in nazionale ― Croazia under 19 | Cronologia completa delle presenze e delle reti in nazionale ― Croazia under 19 | Cronologia completa delle presenze e delle reti in nazionale ― Croazia under 19 | Cronologia completa delle presenze e delle reti in nazionale ― Croazia under 19 |
| Data                                                                            | Città                                                                           | In casa                                                                         | Risultato                                                                       | Ospiti                                                                          | Competizione                                                                    | Reti                                                                            | Note                                                                            |
| ------------------------------------------------------------------------------- | ------------------------------------------------------------------------------- | ------------------------------------------------------------------------------- | ------------------------------------------------------------------------------- | ------------------------------------------------------------------------------- | ------------------------------------------------------------------------------- | ------------------------------------------------------------------------------- | ------------------------------------------------------------------------------- |
| 11-10-2018                                                                      | Zagabria                                                                        | Croazia under 19                                                                | 1 – 4                                                                           | Turchia under 19                                                                | Amichevole                                                                      | -                                                                               | 30’                                                                             |
| 17-11-2018                                                                      | Zlín                                                                            | Croazia under 19                                                                | 2 – 1                                                                           | Lussemburgo under 19                                                            | Qual. Europeo Under-19 2019                                                     | -                                                                               |                                                                                 |
| 12-2-2019                                                                       | Parenzo                                                                         | Croazia under 19                                                                | 0 – 0                                                                           | Serbia under 19                                                                 | Amichevole                                                                      | -                                                                               |                                                                                 |
| 23-3-2019                                                                       | Dugopolje                                                                       | Ungheria under 19                                                               | 0 – 2                                                                           | Croazia under 19                                                                | Qual. Europeo Under-19 2019                                                     | -                                                                               |                                                                                 |
| 26-3-2019                                                                       | Signo                                                                           | Croazia under 19                                                                | 2 – 3                                                                           | Norvegia under 19                                                               | Qual. Europeo Under-19 2019                                                     | -                                                                               |                                                                                 |
| 5-9-2019                                                                        | Zagabria                                                                        | Croazia under 19                                                                | 0 – 0                                                                           | Russia under 19                                                                 | Amichevole                                                                      | -                                                                               | 76’                                                                             |
| 7-9-2019                                                                        | Ivanić-Grad                                                                     | Croazia under 19                                                                | 1 – 1                                                                           | Francia under 19                                                                | Amichevole                                                                      | -                                                                               | cap.                                                                            |
| 9-10-2019                                                                       | Győr                                                                            | Croazia under 19                                                                | 3 – 0                                                                           | Kazakistan under 19                                                             | Qual. Europeo Under-19 2020                                                     | -                                                                               | cap.                                                                            |
| 12-10-2019                                                                      | Győr                                                                            | Croazia under 19                                                                | 2 – 0                                                                           | Ungheria under 19                                                               | Qual. Europeo Under-19 2020                                                     | 1                                                                               | cap. 12’                                                                        |
| 15-10-2019                                                                      | Győr                                                                            | Georgia under 19                                                                | 2 – 0                                                                           | Croazia under 19                                                                | Qual. Europeo Under-19 2020                                                     | -                                                                               | cap.                                                                            |
| 8-10-2020                                                                       | Krapina                                                                         | Croazia under 19                                                                | 3 – 3                                                                           | Slovenia under 19                                                               | Amichevole                                                                      | 1                                                                               | cap. 69’                                                                        |
| Totale                                                                          |                                                                                 | Presenze                                                                        | 11                                                                              |                                                                                 | Reti                                                                            | 2                                                                               |                                                                                 |